# 금고

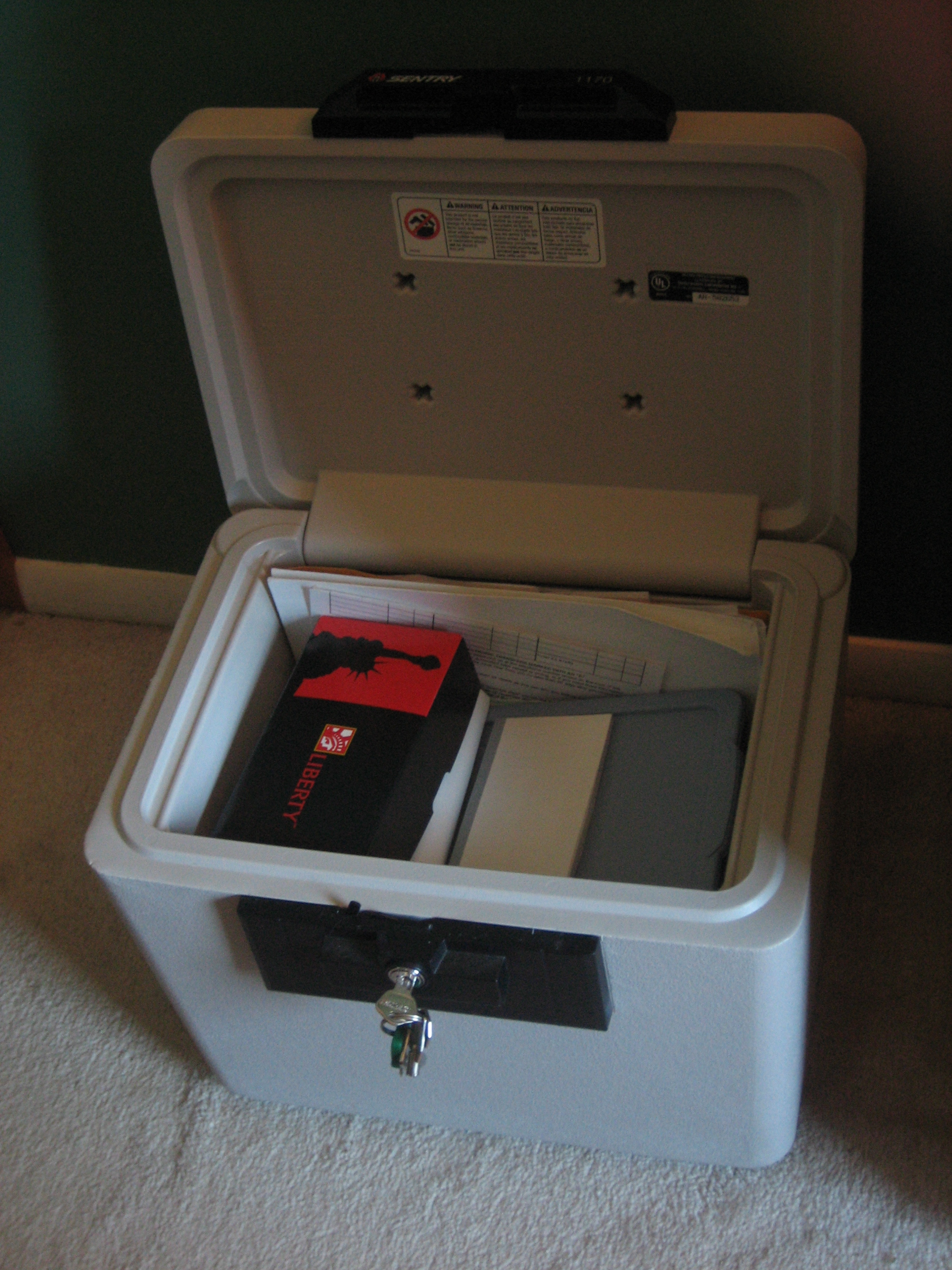
가정용 금고

금고(金庫)는 현금이나 문서, 기타 귀중품을 보관하기 위해 특수 제작한 상자로, 주로 철이나 기타 금속으로 만든다. 
금고를 열 때는 비밀번호를 맞추거나 열쇠로 열어야 한다.

## 행정상의 금고
각 지방자치단체의 재정을 관리하는 금융기관을 뜻한다. 시금고, 군금고, 도금고 등이 있다.

## 같이 보기
- 접근 제어
- 물리 보안
- 보안